# Juan Palau y Generés
Juan Palau y Generés (n. 1831) fue un político español, diputado en las Cortes Constituyentes del Sexenio Democrático.

## Biografía
Nacido en la localidad tarraconense de Sarreal el 1 de agosto de 1831, estudió en Barcelona la carrera de Farmacia, de la cual se licenció 1853. Tras finalizar sus estudios retornó a su localidad natal. De ideología liberal y progresista, fue más de una vez alcalde de Sarreal. Obtuvo escaño de diputado provincial por el distrito de Montblanch en 1864. Tras la Revolución de Septiembre se vinculó al republicanismo y obtuvo escaño de diputado en las Cortes Constituyentes de 1869, por Tarragona, al sustituir a Celestino Olózaga Cañizares.